# Годзила и Конг: Новата империя
„Годзила и Конг: Новата империя“ (на английски: Godzilla x Kong: The New Empire) е американски чудовищен филм от 2024 г. на режисьора Адам Уингард. Продуциран от „Леджендари Пикчърс“ и разпространен от „Уорнър Брос Пикчърс“, той е продължение на „Годзила срещу Конг“ (2021), и петия филм в „МонстърВърс“. Той е също 38-мия филм от поредицата „Годзила“, 13-ият филм от поредицата „Кинг Конг“, както и петият филм на „Годзила“, който е продуциран от американско киностудио. Във филма участват Ребека Хол, Дан Стивънс, Браян Тайри Хенри, Кейли Хоти, Алекс Фърнс и Фала Чен.
Премиерата на филма се състои в Китайския театър на Грауман на 25 март 2024 г. и излиза по кината в Съединените щати на 29 март от „Уорнър Брос Пикчърс“.

## Актьорски състав
- Ребека Хол – доктор Илейн Андрюс
- Браян Тайри Хенри – Бърни Хейс
- Дан Стивънс – Трапър[5]
- Кейли Хоти – Джия
- Алекс Фърнс – Майкъл
- Фала Чен – Айви Куин
- Рейчъл Хаус – Хамптън
- Ром Смайк – Харис
- Шантел Джеймисън – Джейми
- Грег Хатън – Люис
- Кевин Коупланд – Командир на подводница
- Тес Добри – ОФицер на подводница
- Тим Каръл – Уилкокс
- Антъни Брандън Уонг – Говорител на токшоу